# Muziekschool

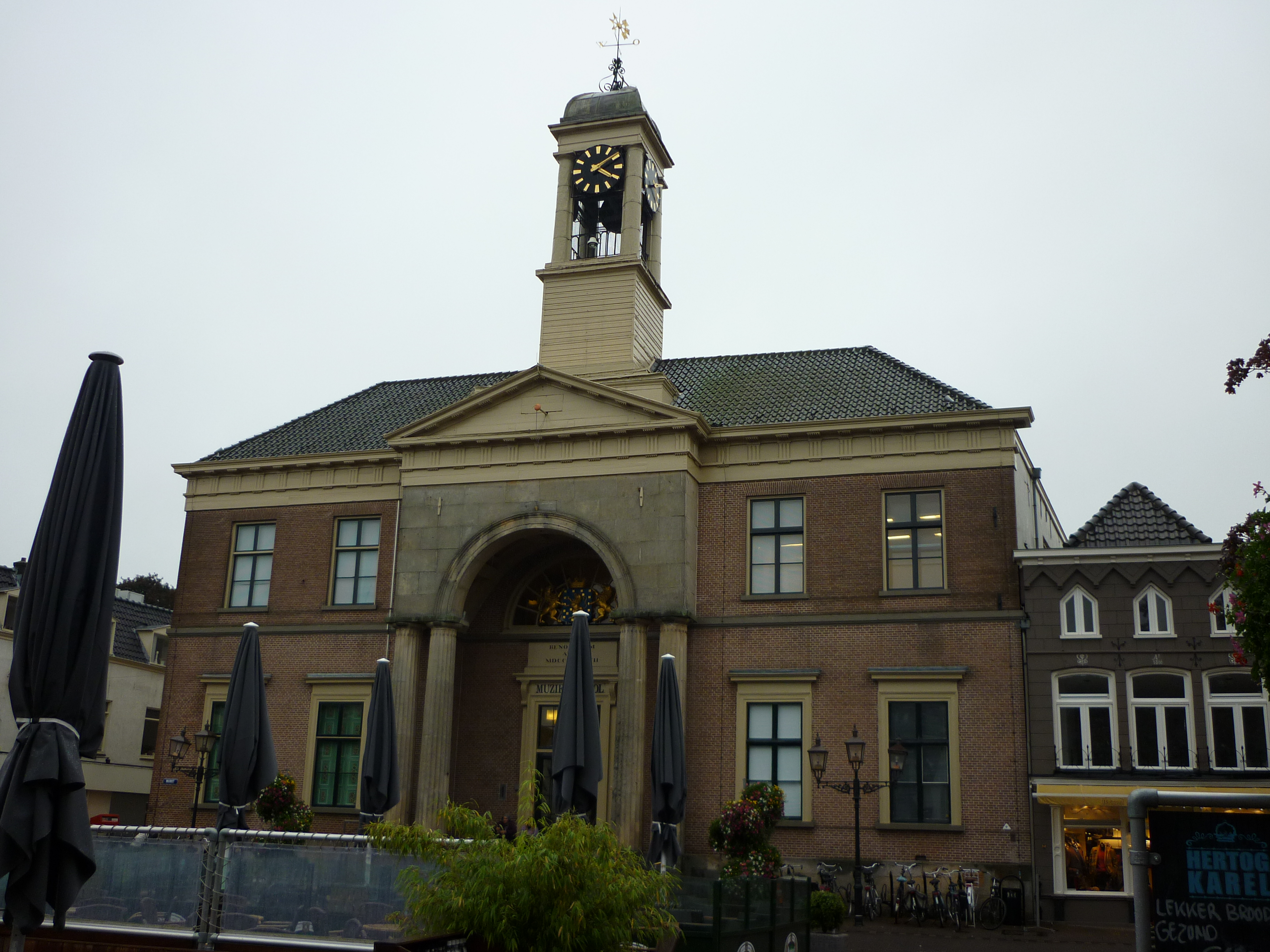
Muziekschool in Harderwijk

Een muziekschool is een instituut waar mensen in het kader van een hobby een muziekinstrument kunnen leren bespelen, of kunnen zingen.
Afhankelijk van de aard van de muziekschool is deze bedoeld om vooral jongeren te stimuleren om met muziek bezig te zijn, door middel van het (leren) bespelen van een muziekinstrument, of richt zij zich op een breed publiek.
De lessen vinden plaats in een groep of individueel, afhankelijk van de school en de docent, maar ook afhankelijk van het te bespelen instrument. Er wordt geleerd hoe een instrument moet worden bespeeld, en/of een muziekstuk ingestudeerd. Tevens kan er kennis opgedaan worden van muziektheorie. Sommige muziekscholen werken in een periode naar een uitvoering of een optreden. Doorgaans wordt het notenschrift onderwezen. Omdat samen musiceren vaak leuker wordt gevonden dan alleen, worden er vaak ensembles en combo's gevormd wanneer met het niveau van absolute beginner is ontstegen.
De muziekschool kan worden gezien als eventuele opstap naar een conservatorium, een opleiding tot beroepsmusicus.
In Vlaanderen maken de muziekscholen deel uit van het deeltijds kunstonderwijs.